# Dorcacerus
Dorcacerus barbatus es una especie de escarabajo de la familia Cerambycidae, la única especie del género Dorcacerus.

## Descripción
Dorcacerus barbatus puede alcanzar una longitud de 26 a 33 milímetros. En los machos, las antenas son más largas que el cuerpo.
Se alimenta de Prosopis flexuosa (Leguminosae) y de la maleza invasora Lantana camara (Verbenaceae) y se le considera como un potencial agente de biocontrol.

## Distribución
Esta especie se puede encontrar en los bosques de México, Belice, Guatemala, El Salvador, Honduras, Nicaragua, Costa Rica, Panamá, Colombia, Ecuador, Perú, Brasil, Surinam, Guayana Francesa, Guyana, Bolivia, Paraguay, Uruguay y Argentina.

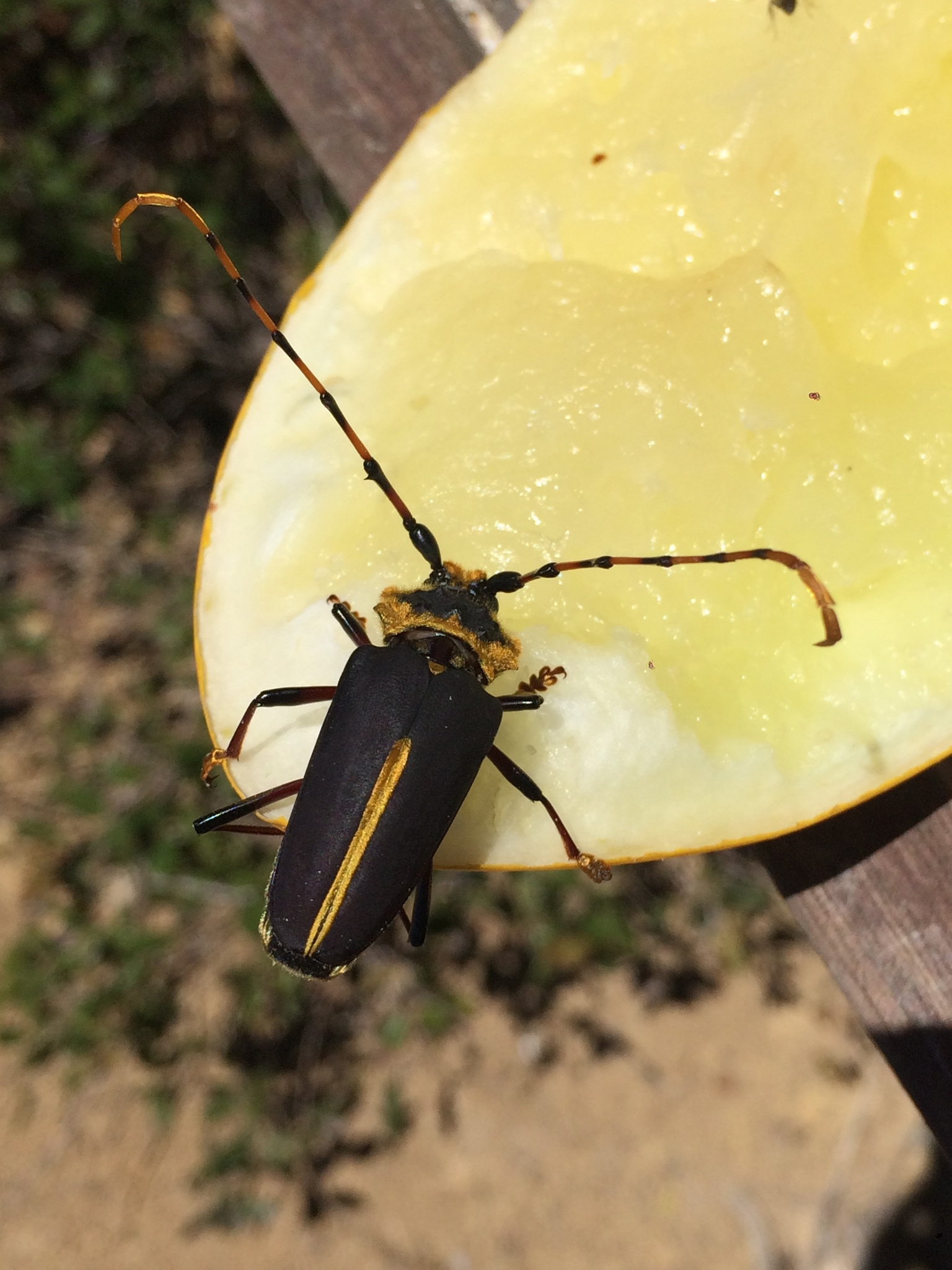
Dorcacerus barbatus